# Realize
Realize是日本女歌手铃木木乃美的歌曲，也是其第十八张单曲，于2020年8月26日发行。歌曲被用作动画《Re:從零開始的異世界生活》第二季片头曲。单曲在Oricon每周排行榜上最高排名第38位，日本百强单曲榜上最高排名第86位。此曲原计划于2020年5月13日发行，但由于2019冠状病毒病疫情导致动画延期而被推迟。

## 发行
2020年1月15日，动画《Re:從零開始的異世界生活》官方网站宣布第二季片头曲Realize将由铃木木乃美演唱。该单曲于2020年8月26日发行。该单曲原计划于2020年5月13日发行，但由于2019冠状病毒病疫情导致动画延期而被推迟。

## 音乐视频
音乐视频中，在歌曲进入高潮时，铃木木乃美的周围出现红色和蓝色的火焰和爆炸效果，其它场景中她多在灰色背景下唱歌，部分场景中她躺在地上将手伸向一朵花，最终将花捏碎。

## 现场演出
7月19日，铃木木乃美举办无观众演唱会，铃木木乃美表示原定于6月举行巡回演唱会，得知因疫情原因不能有观众感到很遗憾，但“无论如何都想现在把歌传达给大家”，最终决定举办无观众演唱会。

## 销售成绩
歌曲發行首周，以1,908套銷量排名登上Oricon每周排行榜第38位，並在榜5周。而在《日本告示牌》，本曲在2020年9月2日公布的日本百强单曲榜上排名第86位，同时在2020年9月9公布的日本熱門動畫金曲榜上排名第8位。
在mora动画歌曲每周排行榜上，本单曲获得单曲排行榜第5位。

## 收录曲
| CD   | CD                                  | CD         | CD         | CD       | CD   |
| 曲序 | 曲目                                |            | 作曲       | 编曲     | 时长 |
| ---- | ----------------------------------- | ---------- | ---------- | -------- | ---- |
| 1.   | Realize                             | 、橘亮祐   | 、橘亮祐   | 、橘亮祐 | 4:04 |
| 2.   | A Beautiful Mistake                 | 草野華余子 | 铃木木乃美 | 城户紘志 | 3:58 |
| 3.   | Realize（Instrumental）             |            |            |          | 4:04 |
| 4.   | A Beautiful Mistake（Instrumental） |            |            |          | 3:58 |